# Beside You In Time
Beside You in Time (también conocido como Halo 22) es una grabación en directo en la gira Nine Inch Nails editado el 27 de febrero de 2007. Beside You in Time también es el nombre de la penúltima canción del disco With Teeth. Este video documenta la gira "With Teeth" del 2006, y está disponible en formato DVD, HD DVD, y Blu-ray.

## Contenido
Antes de realizarse los conciertos, Trent Reznor anunció en The Spiral que dos espectáculos consecutivos de la gira "Live: With Teeth" (los conciertos del 28 de marzo de 2006 en Oklahoma City, Oklahoma y el 30 de marzo de 2006 en El Paso, Texas) serían grabados en video de alta definición para ser editados a futuro.  Se presume que estos conciertos son los editados para el contenido principal de Beside You in Time. El 8 de diciembre de 2006, se actualizó el sitio oficial de Nine Inch Nails con un diseño de portada, una lista de temas y la fecha de edición para Beside You in Time. 
El listado contiene 8 canciones de With Teeth, 1 de The Fragile, 4 de The Downward Spiral, 2 de Broken, 3 de Pretty Hate Machine, y un sencillo ("Burn", originalmente editada en la banda sonora de Natural Born Killers; posteriormente editada en The Downward Spiral Deluxe Edition). 
Reznor indicó en The Spiral que los tres formatos incluyen material extra de la era With Teeth. Este material extra es metraje en alta definición y audio completamende surround de la gira del verano de 2006 en anfiteatros (grabado con una luz considerablemente distinta a la utilizada en los otros conciertos de la gira), que Rob Sheridan grabó "esporádicamente" en una cámara de video portátil HDV a lo largo de los últimos trece conciertos de la gira.
También se incluye una galería de imágenes (en alta definición 1920x1080) y varios videos extras en definición estándar: los videos musicales para "The Hand That Feeds" y "Only" (con sonido surround), que fueron previamente lanzados en sencillos en formato DVD, y videos de "Love Is Not Enough", "Every Day Is Exactly the Same" y "The Collector" en vivo en los ensayos de 2005.
El listado oficial de temas es el siguiente:
| Listado principal |                              |          |  |
| N.º               | Título                       | Duración |  |
| 1.                | «Love Is Not Enough»         | 3:51     |  |
| 2.                | «You Know What You Are?»     | 3:23     |  |
| 3.                | «Terrible Lie»               | 5:00     |  |
| 4.                | «The Line Begins To Blur»    | 3:53     |  |
| 5.                | «March of the Pigs»          | 4:02     |  |
| 6.                | «Something I Can Never Have» | 6:21     |  |
| 7.                | «Closer/The Only Time»       | 4:29     |  |
| 8.                | «Burn»                       | 4:55     |  |
| 9.                | «Gave Up»                    | 4:30     |  |
| 10.               | «Eraser»                     | 5:06     |  |
| 11.               | «Right Where It Belongs»     | 5:08     |  |
| 12.               | «Beside You In Time»         | 4:31     |  |
| 13.               | «With Teeth»                 | 6:06     |  |
| 14.               | «Wish»                       | 3:41     |  |
| 15.               | «Only»                       | 4:18     |  |
| 16.               | «The Big Come Down»          | 4:10     |  |
| 17.               | «Hurt»                       | 5:16     |  |
| 18.               | «The Hand That Feeds»        | 3:32     |  |
| 19.               | «Head Like a Hole»           | 5:25     |  |
| 20.               | «Créditos»                   | 4:34     |  |

| Summer Footage |                        |          |  |
| N.º            | Título                 | Duración |  |
| 1.             | «Somewhat Damaged»     | 3:47     |  |
| 2.             | «Closer/The Only Time» | 4:24     |  |
| 3.             | «Help Me I Am In Hell» | 2:42     |  |
| 4.             | «Non-Entity»           | 3:35     |  |
| 5.             | «Only»                 | 4:22     |  |

| Rehearsals |                                 |          |  |
| N.º        | Título                          | Duración |  |
| 1.         | «Love Is Not Enough»            | 3:55     |  |
| 2.         | «Every Day Is Exactly the Same» | 5:15     |  |
| 3.         | «The Collector»                 | 3:40     |  |

## Personal
- Guitarra, teclados, pandereta, voz principal — Trent Reznor
- Bajo, guitarra, sintetizador, voz de acompañamiento — Jeordie White
- Sintetizador, guitarra, voz de acompañamiento — Alessandro Cortini
- Guitarra, voz de acompañamiento — Aaron North
- Batería — Josh Freese
- Batería (solo en el material de 2005) — Jerome Dillon